# Ragnheiður Gröndal
Ragnheiður Gröndal (ur. 15 grudnia 1984 w Reykjavíku) – islandzka piosenkarka, znana także jako Ragga. W 2006 została najlepiej sprzedającą się artystką w Islandii. Zdobyła tytuł Islandzkiego Piosenkarza Roku w 2006. W 2007 była finalistką Söngvakeppni Sjónvarpsins, konkursu mającego wyłonić wykonawcę reprezentującego Islandię w 53. Konkursie Piosenki Eurowizji. Współpracowała z innymi muzykami islandzkimi, w tym z zespołem Ske i Haukurem Gröndalem. W 2014 przeniosła się do Aalborgu w Danii.

## Dyskografia

### Albumy
- 2005: After the Rain
- 2008: Bella & Her Black Coffee
- 2011: Astrocat Lullaby

### Single
- 2006: „Pabbi, gefðu mér íslenskan hest”
- 2014: „Svefnljóð”